# Košúty
Košúty és un poble i municipi d'Eslovàquia que es troba a la regió de Trnava, a l'oest del país. El 2023 tenia 1.917 habitants.

## Història
La vila fou fundada el 1138.

## Demografia
| Godina             | 1994 | 2004   | 2014    | 2024    |
| ------------------ | ---- | ------ | ------- | ------- |
| Nombre de persones | 1397 | 1476   | 1626    | 1940    |
| Diferència         |      | +5,65% | +10,16% | +19,31% |

| Godina             | 2023 | 2024   |
| ------------------ | ---- | ------ |
| Nombre de persones | 1917 | 1940   |
| Diferència         |      | +1,19% |